# Jonas Geduldig
Jonas Geduldig, né le 22 janvier 1918 à Wlodzimierz en Pologne et mort le 21 février 1944, fusillé au fort du Mont-Valérien, est un résistant, soldat volontaire des FTP-MOI au sein du Groupe Manouchian-Boczov-Rayman des FTP-MOI de la région parisienne, dont une dizaine avaient leur portrait sur l'Affiche rouge.

## Biographie

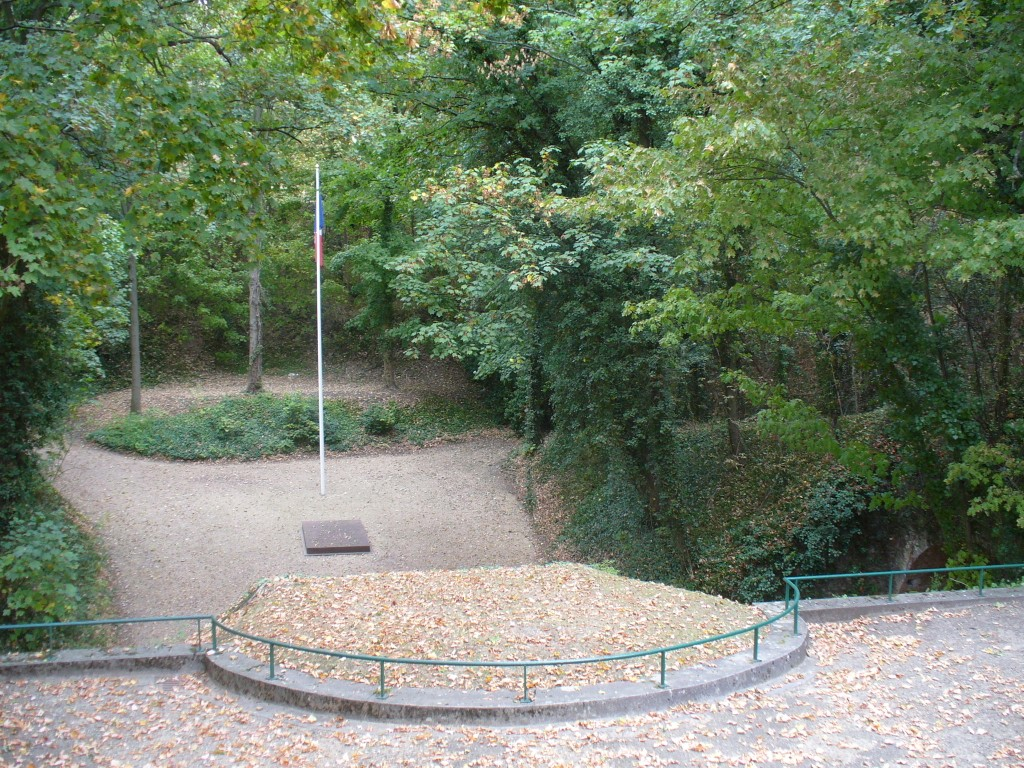
Clairière des fusillés

### Jeunesse
Arrivé en Palestine à l'âge de seize ans après avoir quitté la Pologne, il apprend les bases de son futur métier de mécanicien. Avec son frère aîné, il monte une affaire familiale dans le domaine de la mécanique. Engagé très jeune dans le combat antinazi, il intègre les rangs de l'Armée républicaine Espagnole, afin de contrer l'avancée des troupes nationalistes de Franco. Au front, il sert dans les Brigades internationales dans l'unité d'artillerie Anna Pauker. Fait prisonnier, il est interné à Gurs puis à Argelès.

### Seconde Guerre mondiale
Il réussit à s'évader à la fin de l'année 1940 et rejoint Paris, où il prend une nouvelle identité afin d'éviter les rafles. Son nouveau nom est Michel Martiniuk. Il travaille alors en tant qu'ouvrier gantier. Sa fausse identité n'est pas découverte. Il s'installe dans le 19e arrondissement.
En novembre 1941, il participe à la première grève de sabotage organisée par les ouvriers gantiers. En 1942, il intègre les rangs du 2e détachement de FTP-MOI puis en juillet 1943 celui du groupe des dérailleurs. Fort d'une vingtaine de hauts faits d'armes, dont l'envoi de grenades sur un hôtel près du métro Havre-Caumartin dans le 9e arrondissement le 23 avril 1943 et une attaque à main armée d'un restaurant réservé aux officiers allemands à la Porte d'Asnières dans le 17e arrondissement.
Arrêté, il est fusillé au Fort du Mont-Valérien de Suresnes le 21 février 1944 à 15h47 aux côtés notamment de Thomas Elek et de Wolf Wajsbrot après trois mois de tortures par les Brigades Spéciales et une parodie de procès organisée par les nazis en collaboration avec Vichy,,,.
Afin de préserver sa véritable identité, il n'écrit pas de lettre d'adieux à sa famille. Ce martyr de la Résistance est mort sous les balles allemandes à l'âge de 26 ans.
La mention « mort pour la France » lui est attribuée par le ministère des Anciens Combattants en date du 17 avril 1972.
Le 21 février 2024, il est cité « Mort pour la France », ainsi que ses 22 autres camarades, avec l'entrée de Missak et de Mélinée Manouchian lors de la cérémonie de panthéonisation en présence d'Emmanuel Macron, président de la République française. Une plaque portant son nom et ceux des 22 résistants du groupe Manouchian est apposée au Panthéon. Son portrait figure avec les autres camarades du groupe des FTP-MOI de l'Ile-de-France.

## Liste des membres du groupe Manouchian exécutés

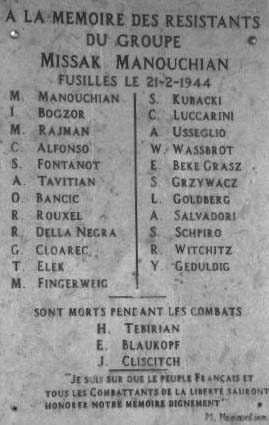
Mémorial de l'Affiche rouge à Valence.

La liste suivante des 23 membres du groupe Manouchian exécutés par les Allemands signale par la mention (AR) les dix membres que les Allemands ont fait figurer sur l'Affiche rouge :
- Celestino Alfonso (AR), Espagnol, 27 ans
- Olga Bancic, Roumaine, 32 ans (seule femme du groupe, guillotinée en Allemagne le 10 mai 1944)
- Joseph Boczov [József Boczor; Wolff Ferenc] (AR), Hongrois, 38 ans - Ingénieur chimiste
- Georges Cloarec, Français, 20 ans
- Rino Della Negra, Italien, 19 ans
- Thomas Elek [Elek Tamás] (AR), Hongrois, 18 ans - Étudiant
- Maurice Fingercwajg (AR), Polonais, 19 ans
- Spartaco Fontanot (AR), Italien, 22 ans
- Jonas Geduldig, Polonais, 26 ans
- Emeric Glasz [Békés (Glass) Imre], Hongrois, 42 ans - Ouvrier métallurgiste
- Léon Goldberg, Polonais, 19 ans
- Szlama Grzywacz (AR), Polonais, 34 ans
- Stanislas Kubacki, Polonais, 36 ans
- Cesare Luccarini, Italien, 22 ans
- Missak Manouchian (AR), Arménien, 37 ans
- Armenak Arpen Manoukian, Arménien, 44 ans
- Marcel Rayman (AR), Polonais, 21 ans
- Roger Rouxel, Français, 18 ans
- Antoine Salvadori, Italien, 24 ans
- Willy Schapiro, Polonais, 29 ans
- Amedeo Usseglio, Italien, 32 ans
- Wolf Wajsbrot (AR), Polonais, 18 ans
- Robert Witchitz (AR), Français, 19 ans

## Filmographie
- L'Affiche rouge de Frank Cassenti, sorti en 1976;
- L'Armée du crime de Robert Guédiguian, sorti en 2009.